# 10265 Гуннарссон
10265 Гуннарссон (10265 Gunnarsson) — астероїд головного поясу, відкритий 2 вересня 1978 року.
Тіссеранів параметр щодо Юпітера — 3,160.